# رابطة الكتاب باللغة الفرنسية
رابطة الكتاب باللغة الفرنسية (ADELF)، التي أُسست في 3 فبراير 1926، هي منظمة ثقافية تهدف إلى دعم وتعزيز الأدب المكتوب باللغة الفرنسية. تعمل الجمعية على تحقيق هذا الهدف من خلال تنظيم مجموعة متنوعة من الأنشطة الثقافية، بما في ذلك اللقاءات الأدبية، والمناقشات، وحلقات العمل التي تجمع بين الكُتاب والقراء. كما تسهم الجمعية في تكريم الإبداع الأدبي الفرنكوفوني عبر تقديم جوائز مرموقة تُمنح للأعمال الأدبية المتميزة التي تعبر عن التنوع الثقافي الغني للغة الفرنسية. تسعى ADELF بشكل مستمر إلى توسيع دائرة الأدب الناطق بالفرنسية ليشمل مناطق مختلفة من العالم، مما يعزز الحوار الثقافي والتفاهم المتبادل بين الشعوب.
تأسست الجمعية عام 1926 تحت اسم رابطة الكتاب المستعمرين ثم أصبحت رابطة الكتاب البحريين والمغتربين .
تضم جمعية كتاب اللغة الفرنسية (ADELF) أكثر من ألف كاتب من خلفيات ثقافية وجغرافية متنوعة، ما يعكس التنوع الكبير في الأدب الفرنكوفوني. تهدف الجمعية إلى اكتشاف المواهب الأدبية الشابة والمبدعة، وتوفير منصة لها لتكون جزءًا من المشهد الأدبي العالمي. كما تركز الجمعية على تكريم الكُتّاب المبدعين الذين استطاعوا من خلال جودة أعمالهم الأدبية العميقة وقوة التزامهم الثقافي والاجتماعي، أن يعكسوا القيم الإنسانية والحضارية للعالم الناطق بالفرنسية. هؤلاء الكتاب يساهمون في تعزيز الثقافة الفرنكوفونية، وينشرون قيمها في جميع أنحاء العالم، مما يسهم في إضاءة الطريق للأدب الفرنكوفوني على الصعيدين الإقليمي والدولي.

## الجوائز الممنوحة
- جائزة فرنسا-لبنان[3]
- جائزة الأدب الكاريبي
- الجائزة الأدبية الكبرى لأفريقيا السوداء
- جائزة البحر الأبيض المتوسط لإفريقيا والمغرب العربي
- سعر جبال الألب والجورا
- جائزة الأدب الآسيوي
- الجائزة الأدبية الكبرى للكتاب البلجيكيين الناطقين بالفرنسية
- الجائزة الأدبية الأوروبية
- الجائزة الكبرى دي لا مير
- الجائزة الأدبية الكبرى للمحيطين الهندي والهادئ
- جائزة أول عمل أدبي ناطق بالفرنسية